# Travie McCoy
Travis Lazarus McCoy, detto Travie (New York, 5 agosto 1981), è un rapper e cantautore statunitense, leader del gruppo alternative hip hop Gym Class Heroes.

## Biografia
McCoy è nato e cresciuto a Geneva, New York, da una madre bianca e da un padre afroamericano. È anche cugino di Tyga.
Nel 1997 conobbe Matt McGinley, con il quale divenne amico durante le lezioni di educazione fisica alla scuola superiore di Geneva. Unendo le forze con il chitarrista Milo Bonacci e il bassista Ryan Geise formarono i Gym Class Heroes e cominciarono a suonare alle feste di compleanno, nelle discoteche e in festival. Nell'estate del 2002 ha fatto il suo esordio in televisione vincendo la Direct Effect MC Battle, una gara di freestyle tra MC diffusa in tutti gli Stati Uniti e promossa da MTV.